# Campeón de Campeones 1946-47
El Campeón de Campeones 1946-47 fue la VI edición del Campeón de Campeones que enfrentó al campeón de la Liga 1946-47: Atlante y al campeón de la Copa México 1946-47: Moctezuma.
El título se jugó a partido único realizado en el Estadio de la Ciudad de los Deportes de la Ciudad de México. Al final de éste, el Moctezuma consiguió adjudicarse por primera vez en su historia este trofeo.

## Participantes
| Atlante   |  |  |  | Campeón de la Primera División de México (1946-47) |
| Moctezuma |  |  |  | Campeón de la Copa México (1946-47)                |

## El partido
| 6 de julio de 1947 | Atlante | 0:3 (0:0) | Moctezuma                       | Estadio de la Ciudad de los Deportes, Ciudad de México |  |
|                    |         |           | Ayllón 72' · Del Valle 75', 85' |                                                        |  |

| Campeón de Campeones 1946-47 |
| ---------------------------- |
|                              |
| Moctezuma                    |
| 1° Título                    |